# Mikojan-Gurewitsch MiG-31

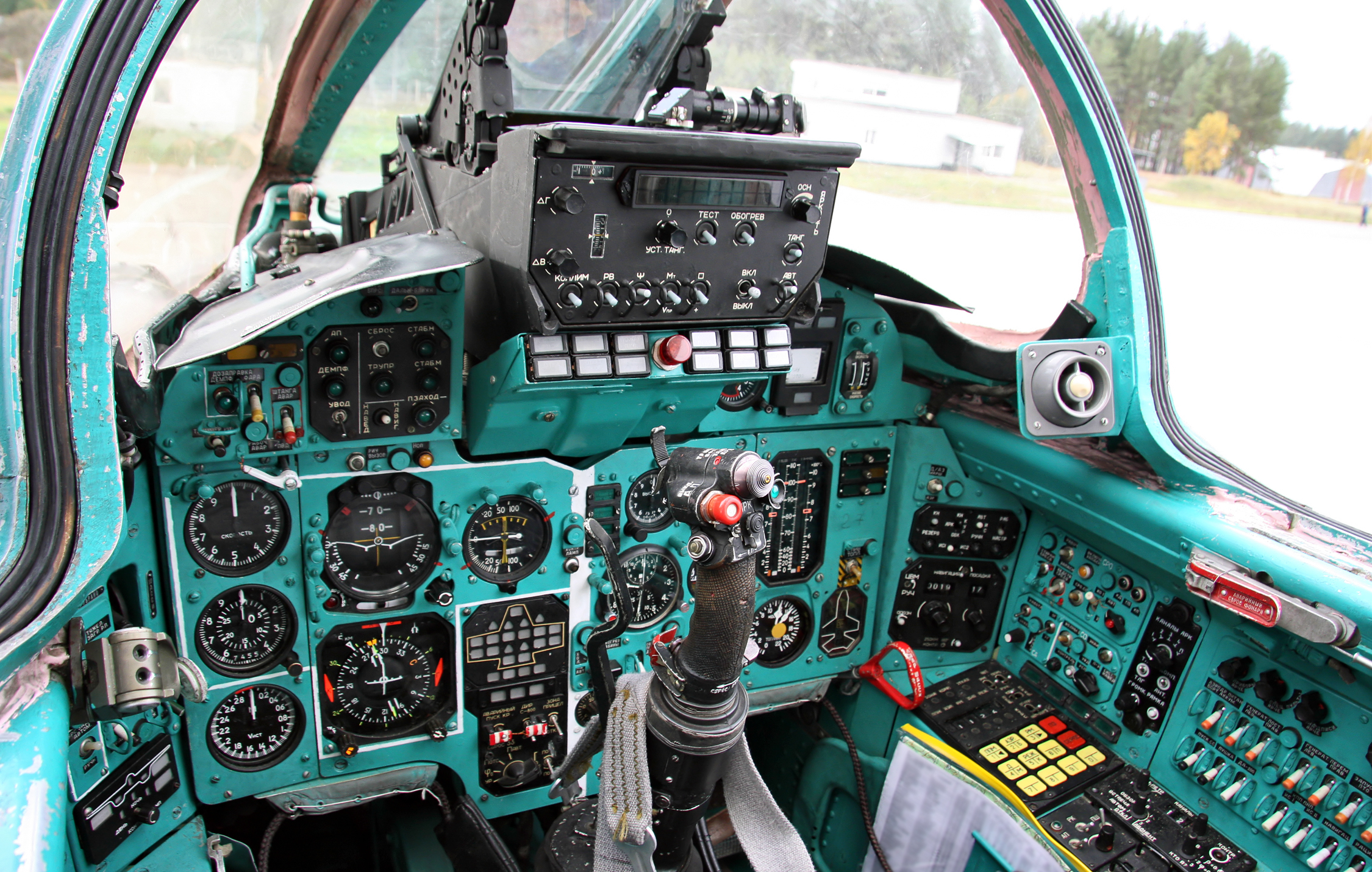
Cockpit einer MiG-31

Die Mikojan-Gurewitsch MiG-31 (russisch Микоян-Гуревич МиГ-31, NATO-Codename: Foxhound) ist ein Abfangjäger, der ab 1967 in der Sowjetunion aus der MiG-25 entwickelt wurde. Die erste Maschine wurde 1981 in Dienst gestellt und 1983 wurde der Typ für einsatzbereit erklärt.

## Vorgeschichte

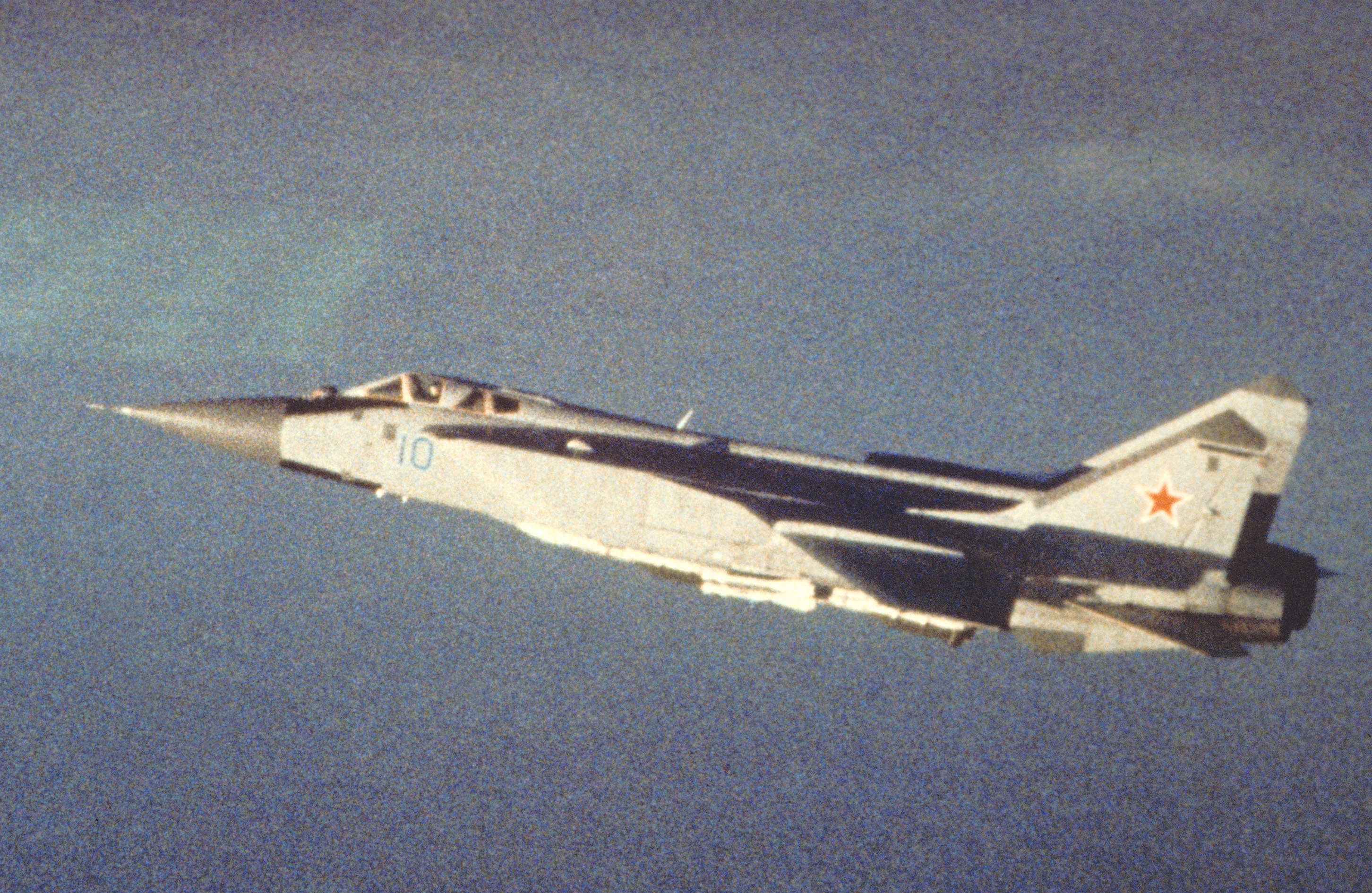
MiG-31, 1989

Die MiG-31 sieht der MiG-25 zwar sehr ähnlich, ist aber ein weitgehend neues Flugzeug mit anderer Struktur, verbesserten Flugleistungen und neu definierten Aufgaben. In den 1970er-Jahren befand sich die sowjetische Luftverteidigung in einem schlechten Zustand. Das Radarverteidigungsnetz wies große Lücken auf. Das einzige Flugzeug für Luftfrühwarnung, die Tu-126 (auf Basis der Tu-114), war nur in geringer Zahl verfügbar und von beschränkter Kapazität. Es bestand wenig Aussicht, niedrigfliegende Ziele wie die zur gleichen Zeit entstandene Rockwell B-1 der US Air Force abfangen zu können. Auch die Einführung neuer Abfangjäger verbesserte die Lage nicht.
Bei der sowjetischen Luftverteidigung kam eine große Zahl von Flugzeugen verschiedener Muster für die Abfangjagd zum Einsatz (z. B. Su-15, Tu-128), die diese Aufgabe allesamt aber unzureichend erfüllten, vor allem, weil sie von Bodenradar und -leitstellen abhängig waren. Die MiG-25, die Vorgängerversion der MiG-31, war in der Datenverarbeitung durch ihre analogen Systeme zu eingeschränkt.
Der Westen erfuhr von der Entwicklung der MiG-31 erstmals, als sich der sowjetische Leutnant Viktor Belenko am 6. September 1976 mit seiner MiG-25 nach Hakodate in Japan absetzte. Er berichtete von einer „Super-MiG-25“, die selbst in geringer Höhe Überschallgeschwindigkeit fliegen könne. Diese sollte über starke Triebwerke, modernere Avionik und mindestens sechs Langstreckenraketen verfügen. 1977 begann die NATO dieses Flugzeug auch als MiG-31 zu bezeichnen und gab ihr 1982 den Codenamen Foxhound. 1985 wurde erstmals eine MiG-31 von norwegischen Jagdflugzeugen abgefangen und fotografiert.

## Entwicklung

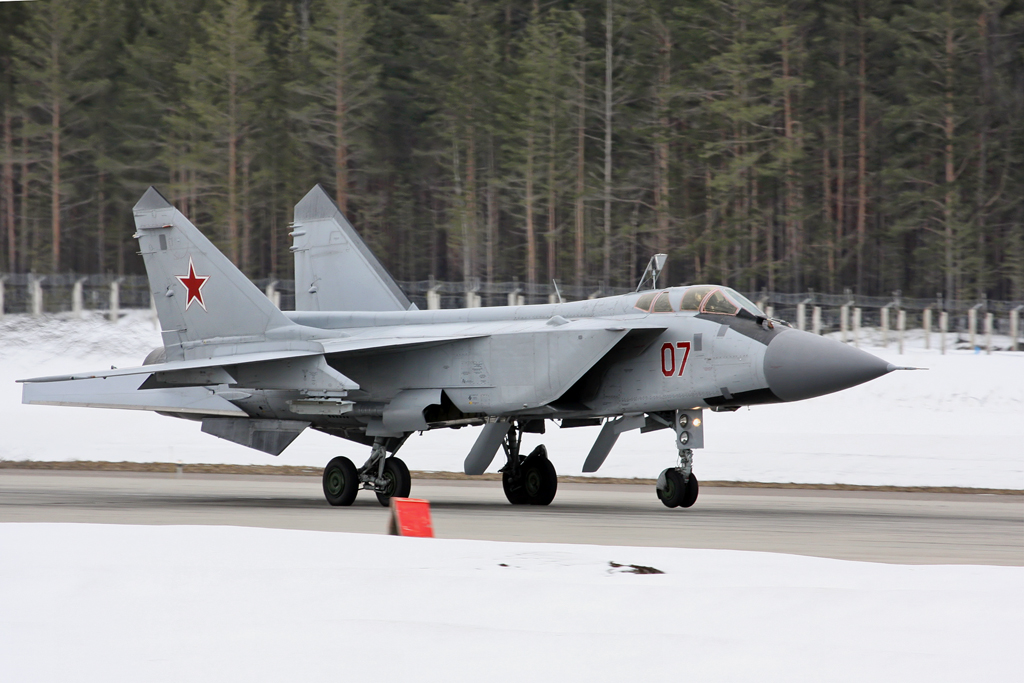
MiG-31, 790. IAP, Chotilowo

Die MiG-31 wurde als Abfangjäger gegen strategische Bomber, Marschflugkörper und Tarnkappenbomber entwickelt. Für diese Aufgabe wurde bei ihr kaum Wert auf Wendigkeit gelegt, sodass sie nur geringe Kurvenkampfeignung besitzt. Als Prototyp für die MiG-31 wurde das Projekt 518-22 aus dem Jahr 1971 mit seinen Spezifikationen übernommen: trapezförmige, nicht verstellbare Tragflächen, ein zweisitziges Cockpit und halbversenkt aufgehängte Raketen großer Reichweite. Als Triebwerk wurde das D-30F-36 des Permer Konstruktionsbüros Solowjow eingesetzt.
Die maßstabsgerechte Projektierung des Abfangjägers begann 1972 unter der Leitung des Generalkonstrukteurs Rostislaw A. Beljakow.
Zur Tarnung wurde das Flugzeug zunächst als MiG-25MP bezeichnet. Äußerlich ähnelt es der MiG-25-Serie, doch gibt es zahlreiche Verbesserungen, vor allem was die Aerodynamik, die Triebwerke und den Aufbau der Bordgeräte betrifft. Der Rumpf ist als Auftriebskörper konzipiert und liefert in bestimmten Fluglagen bis zu 25 Prozent des Auftriebs. Auch haben die Tragflächen, anders als die der MiG-25, nicht zwei, sondern drei Holme. Das Flugzeug bekam eine verstärkte Struktur, die auch für Überschallgeschwindigkeit in geringer Höhe ausgelegt wurde. Die Vorderkantenklappen sind in vier Abschnitte geteilt und haben einen maximalen Ausfahrwinkel von 10 Grad. Außer zur Auftriebserhöhung werden diese auch als Manöverklappen verwendet. Die Ruder der MiG-31 sind wie bei der MiG-25 relativ klein gehalten, was eine geringe Manövrierfähigkeit bei hohen Geschwindigkeiten nach sich zieht. Beidseitig unter den Triebwerkseinläufen wurden Bremsklappen angebracht und zur Geschwindigkeitsreduzierung nach dem Aufsetzen verfügt die MiG-31 über zwei Bremsschirme.
Die Vorderräder des Hauptfahrwerks sind in jeder Fahrwerksgondel von der Längsachse des Fahrwerkbeins nach innen versetzt und das hintere nach außen. Dieser Aufbau verbessert das Rollverhalten auf Feldflugplätzen und vereisten Start- und Landebahnen.
Die Entwicklung des Antriebes erfolgte in zwei Stufen. Zunächst wurde das Triebwerk R-15BF-2-300 mit einem Schub von 135 kN verwendet. Dieses steigerte die Dienstgipfelhöhe auf 24.200 Meter und die Reichweite auf 1.920 Kilometer oder 2.510 Kilometer mit einem 5.300-Liter-Außentank. Das unter Leitung von P. A. Solowjow in der zweiten Phase entwickelte Turbofantriebwerk D-30F-6 erhöhte diese Leistungsmerkmale. Die Ursprungsversionen dieses Triebwerks werden auch im Passagierflugzeug Tu-134 eingesetzt. Die Version für die MiG-31 liefert 147 kN Schub. Neben einem geringeren Verbrauch erlaubten strukturelle Änderungen größere Tanks, so dass die Reichweite auf 2.135 Kilometer im Überschallbereich und 3.310 Kilometer im Unterschallbereich gesteigert wurde.

## Erprobung
Der erste Prototyp der MiG-31 (Codenummer 831) flog am 16. September 1975 unter dem Namen Je-155MP mit Mikojan-Cheftestpilot Alexander Fedotow am Steuer. Die zweite Maschine folgte am 22. April 1976 und war bereits mit dem Saslon-Radar mit passiver elektronischer Strahlschwenkung ausgerüstet. 1977 begann die Vorserienproduktion in der Sokol-Flugzeugfabrik in Gorki. Insgesamt wurden elf Vorserienmaschinen gebaut, die einige Unterschiede aufwiesen. Die Maschine mit der Nummer 831 wurde als aerodynamisches Versuchsmuster für die Serie genutzt, die 012 war mit den Bordgeräten bestückt, während die 305 als Muster für die Serienproduktion mit allen Systemen bestückt war. Das allgemeine Einfliegen der MiG-31 wurde im Dezember 1978 abgeschlossen. Dabei wurden die Flugparameter ermittelt und die Radarstation erprobt. Die Arbeit des Navigationssystems wurde bei Flügen in hohen Breiten überprüft. Zunächst wurde eine MiG-25PU mit dem neuen Komplex bestückt und auf Polarflugplätzen gestartet. Die ersten Flüge der MiG-31 mit der eingebauten phasengesteuerten Antenne fanden 1976 statt. Am 15. Februar 1978 wurden erstmals zehn Ziele gleichzeitig während des Fluges erfasst. Im Oktober 1978 stellte die US-amerikanische NSA das erfolgreiche Abfangen eines niedrigfliegenden Zieles durch ein sowjetisches Flugzeug fest.
Das Einfliegen der MiG-31 verlief ohne Zwischenfälle, doch während der weiteren Erprobungen gab es einige Probleme. Eine Maschine zerschellte am 20. September 1979 bei Wladimirowka wegen eines Triebwerksbrandes. Die Besatzung, Pjotr Maximowitsch Ostapenko und Leonid Stepanowitsch Popow, konnte sich mit dem Schleudersitz retten. Bei einem anderen Zwischenfall gelang es einem Testpiloten, den Abfangjäger mit nur einem Triebwerk aufzusetzen. Ein Pilot setzte das Flugzeug im Gleitflug auf, da 25 Kilometer vor der Landung wegen falscher Berechnungen der Treibstoff ausging. Die Maschine landete sehr hart, das Fahrwerk brach und das Flugzeug rutschte auf seinem Rumpf fast 500 Meter weit. Am 4. April 1984 ereignete sich der vermutlich schwerste Unfall während der Erprobung, bei dem auch der Cheftestpilot des Konstruktionsbüros, Alexander Fedotow, und der Bordingenieur Waleri Saizew ums Leben kamen. Unmittelbar nach dem Start des Flugzeugs wurde ein falsches Signal über den Treibstoffverbrauch gesendet. Der Pilot entschied sich, sofort wieder zu landen, jedoch geriet die vollgetankte und schwere MiG-31 in geringer Höhe ins Trudeln und schlug auf dem Boden auf. Die Insassen konnten sich nicht mehr aus der Maschine katapultieren und starben.
Um Langzeitpatrouillenflüge zu absolvieren, führten einige Piloten Testflüge von bis zu 5 h Dauer durch. So flog beispielsweise Anatoli Kwotschur diese Zeit in Maximalhöhe im Druckanzug. Toqtar Äubäkirow flog zur Überprüfung des Navigationssystems mehrere Male in die Nähe des Polarkreises, und Roman Taskajew überflog mit seiner Maschine den Nordpol.
Das staatliche Erprobungsprogramm wurde im Herbst 1980 abgeschlossen und die MiG-31 wurde 1981 in die Bewaffnung der fliegenden Luftverteidigungskräfte aufgenommen.

## Avionik

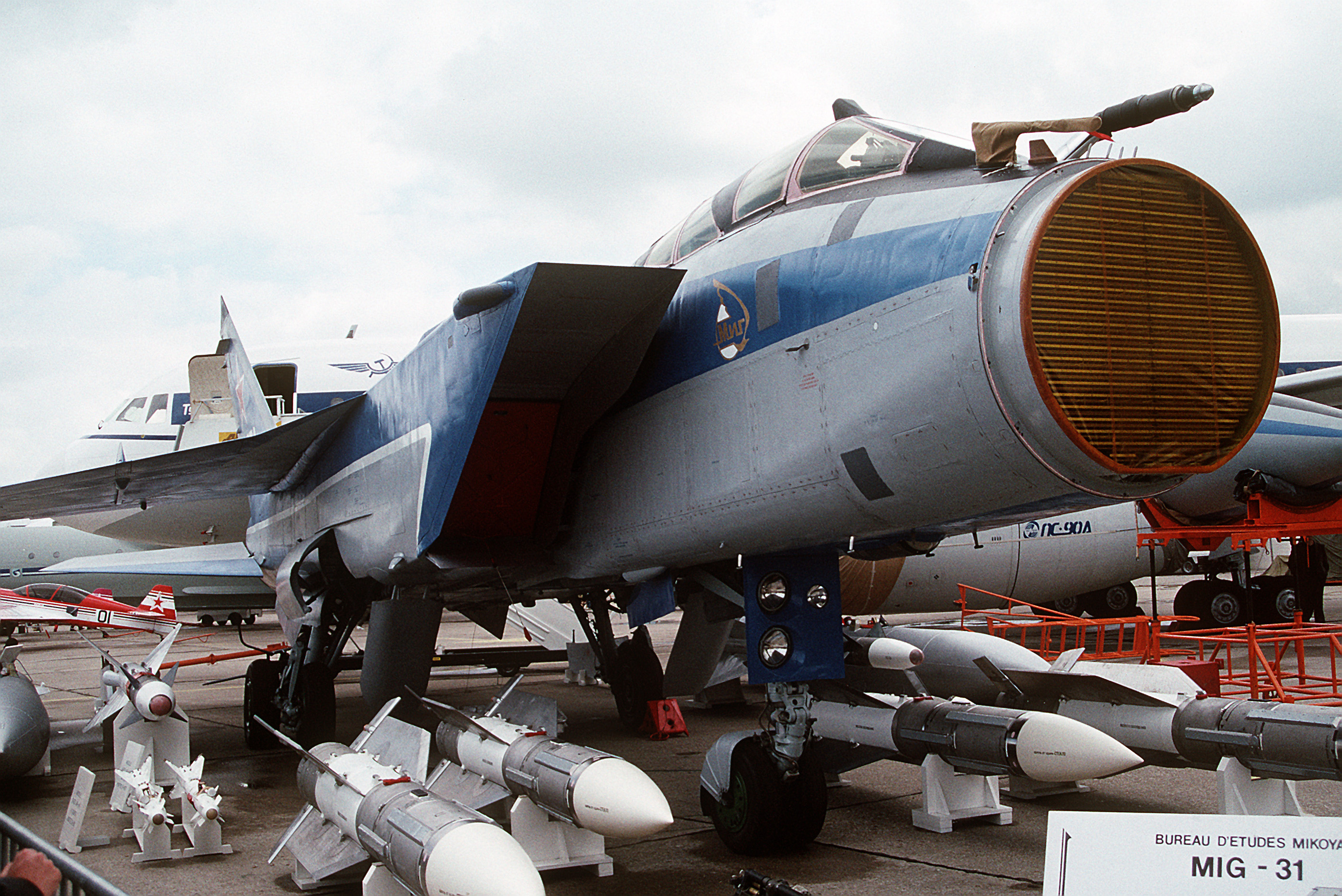
Blick auf das Saslon-Radar der MiG-31 sowie deren Raketenbewaffnung

Im Unterschied zur MiG-25 hat die MiG-31 ein 2-Mann-Cockpit. Kernstück der Zielerfassung ist der Radar- und Waffenleitkomplex SBI-16 Saslon (NATO-Bezeichnung: Flash Dance) und später das Saslon-A, die erste Radaranlage der Welt mit einer passiv phasengelenkten Radarantenne (PESA), die in einem serienmäßigen Kampfflugzeug eingesetzt wurde. Das Radar kann zehn Ziele gleichzeitig verfolgen und vier davon in rascher Folge mit Raketen angreifen, wobei die vier bedrohlichsten Ziele automatisch vom Bordcomputer Argon-15 ausgewählt werden. Der Durchmesser der 300 kg schweren Antennenanlage beträgt 1,1 Meter, der gesamte Komplex wiegt eine Tonne. Das Radar arbeitet im Frequenzbereich von 9 bis 9,5 GHz und besitzt eine durchschnittliche Abstrahlleistung von 2,5 kW. Bei einem Ziel-RCS von 19 m² beträgt die Erfassungsreichweite maximal 200 km, eine Zielverfolgung kann ab 150 km gewährleistet werden. Der kleinste erfassbare Radarquerschnitt beträgt 0,3 m² und kann unter günstigen Bedingungen auf bis zu 65 km aufgefasst werden. Der Schwenkwinkel der Antenne beträgt ± 70 Grad gegenüber dem Azimut und +70/−60 Grad in der Elevation, wobei die Ausrichtung durch die Ferrit-Phasenschieber ca. 1,28 ms in Anspruch nimmt. Das Radarsystem weist einen MTBF von nur 55 Stunden auf und ist damit nach heutigen Maßstäben als fehleranfällig und wartungsintensiv einzustufen.
Mit der Hilfe der digitalen Datenübertragungsanlagen RK-RLDN und APD-518 ist es möglich, Informationen über die von Saslon entdeckten Ziele in Echtzeit mit Bodenleitstellen und anderen Flugzeugen auszutauschen, wobei der Bordcomputer es ermöglicht, durch Störeinwirkung noch nicht erfasste Ziele aus einzelnen kleinen Teilchen wieder zu reproduzieren, indem vom Radar gewonnene Informationen zusammengesetzt werden. Die MiGs fliegen dabei oftmals in Vierer- oder Achtergruppen, um so einen Streifen von 900 km Breite kontrollieren zu können.
Für die passive Zielerfassung wurde auf dem Abfangjäger ein Infrarot-Such- und Verfolgungssystem auf der Grundlage des Wärmepeilgerätes 8TP eingesetzt. Das Wärmepeilgerät wird unter dem Bugteil des Rumpfes installiert und im passiven Zustand in einer speziellen Rumpfsektion aufbewahrt. Im Kampfeinsatz wird das Wärmepeilgerät vom Radar begleitet, mit dessen Hilfe die Zielzuweisungen an die Raketen R-40TD, R-60 oder R-73 (bei den modernisierten Varianten) weitergegeben werden. Unter günstigen Bedingungen beträgt die Reichweite von 8TP bis zu 50 Kilometer.
Die für die Flugzeugführung des Abfangjägers notwendigen Geräte umfassen das System für automatische Steuerung SAU-155MP und den Navigationskomplex KN-25. Der Komplex umfasst zwei Trägheitssysteme IS-1-72A, einen Digitalrechner Manöver, ein funktechnisches System für Kurzstreckennavigation A-312 Radikal-MP, ein funktechnisches System für Fernstreckennavigation A-723 Kwitok-2 und die Apparatur zur globalen Funknavigation Tropik.
Es sind außerdem Radarwarnempfänger, ein Infrarotsensor und ein Laserwarner gegen Angriffe vorhanden. Für die elektronische Kampfführung können EloKA-Behälter unter dem Rumpf angebracht werden.

## Versionen

### MiG-31DS
Die ersten Erfahrungen beim Einsatz der MiG-31 zeigten, dass die Reichweite der Maschine unzureichend war. Um Luftbetankungen zu ermöglichen, wurde vor der Cockpitabdeckung ein ausfahrbarer Betankungsstutzen installiert.

### MiG-31B/MiG-31BS

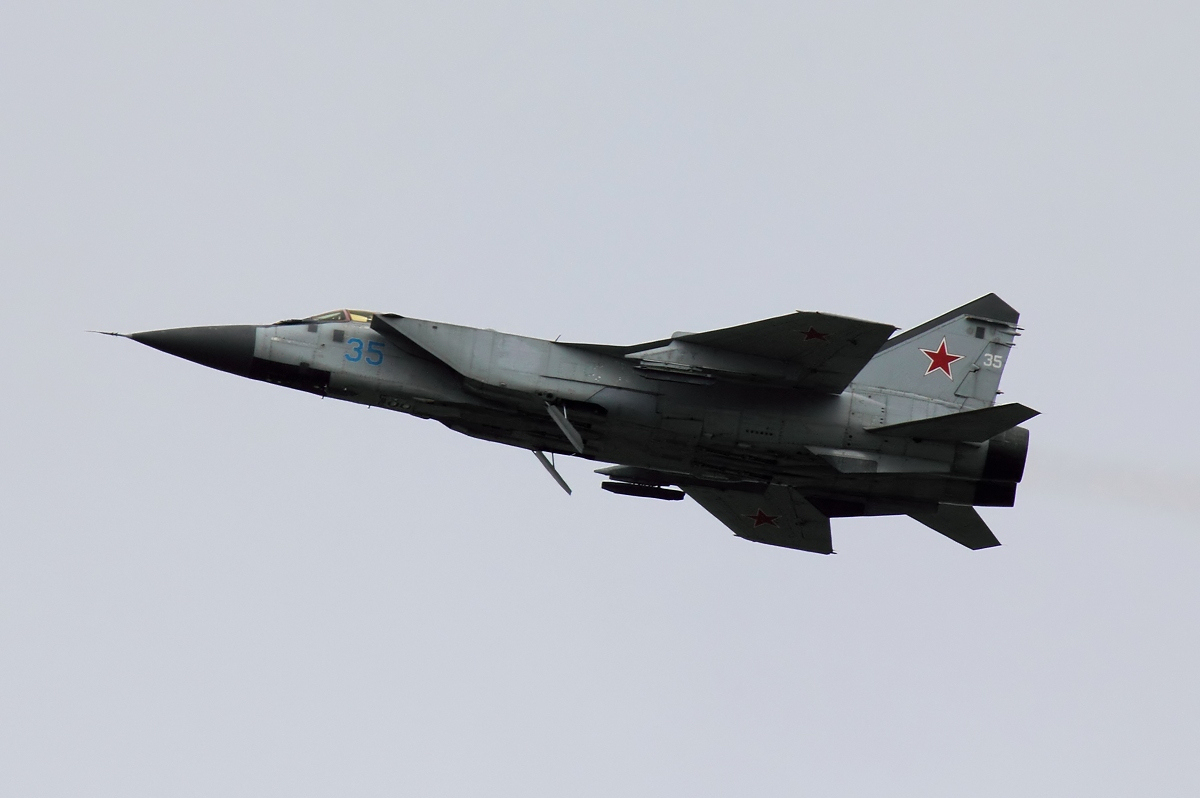
MiG-31B der russischen Luftwaffe

Das Erscheinen der MiG-31B ist ebenso wie das Erscheinen der MiG-25PD mit einer Spionageaffäre verbunden. 1985 wurde Adolf Tolkatschew vom KGB verhaftet, der durch seine Tätigkeit Zugang zu geheimen Informationen hatte, die er an die USA verkaufte. Bis zu seiner Inhaftierung hatte er den Amerikanern Angaben über die Lenksysteme von MiG-29 und MiG-31 sowie der Rakete R-33 übergeben. Die MiG-31 erhielt deshalb beschleunigt das verbesserte Lenkwaffensystem, das für die breite Modifizierung der MiG-31M vorgesehen war, wie die modernisierte Rakete R-33S. Die funkelektronische Abwehreinrichtung wurde ebenfalls verbessert. Die Serienproduktion der MiG-31B begann 1991. Im Verlauf der planmäßigen Reparaturen wurden alle früher gebauten MiG-31 auf den Stand der MiG-31B gebracht. Das umgebaute Flugzeug erhielt die Bezeichnung MiG-31BS, wobei S für Strojewoi, also in den Truppenteilen vorhanden, steht.

### MiG-31M

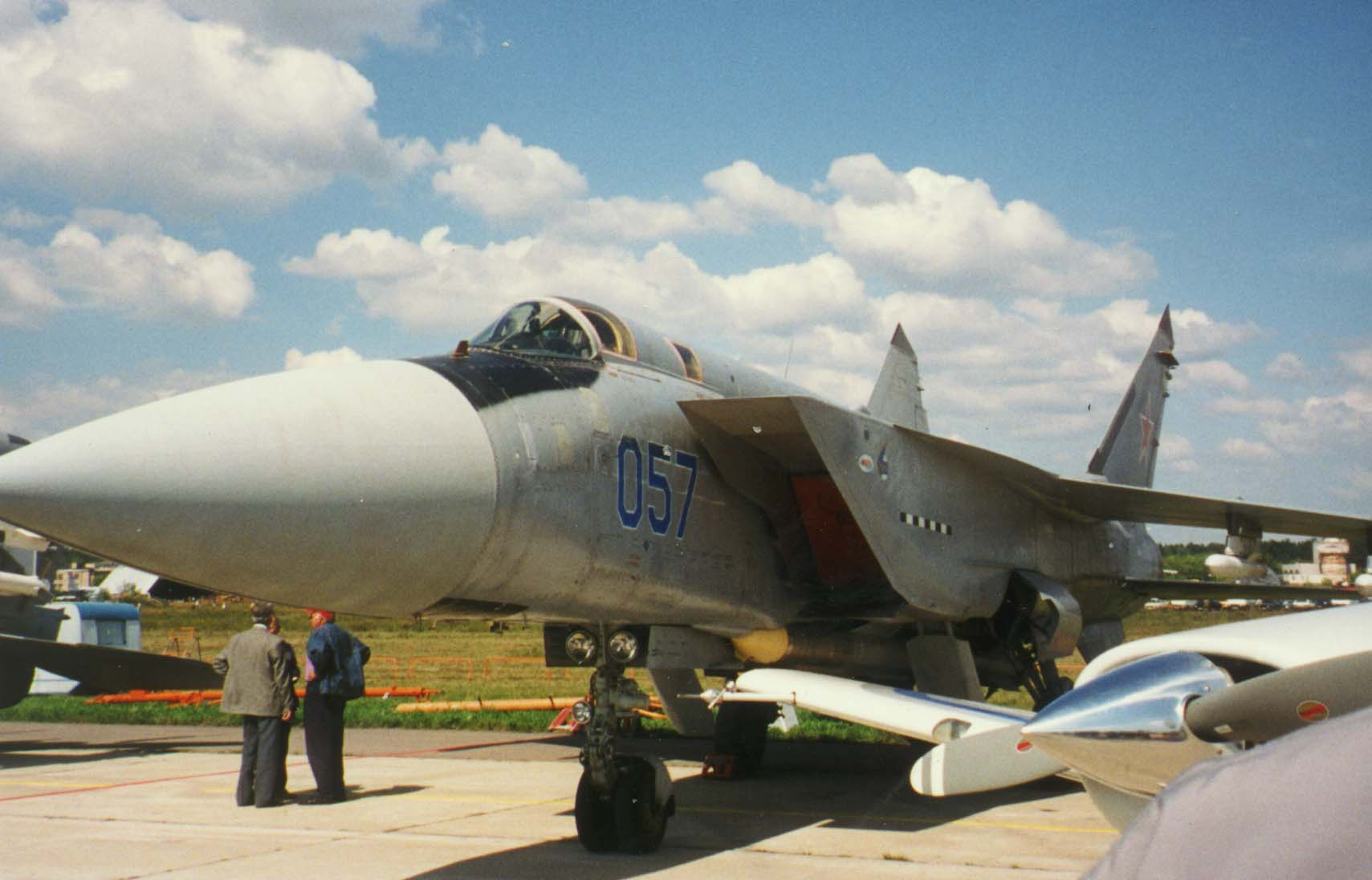
MiG-31M auf dem Luftwaffenstützpunkt Ramenskoje

Die MiG-31M war eine verbesserte Version, von der nur sieben Exemplare gebaut wurden. Sie hat gegenüber der MiG-31 größere Flächenansatzerweiterungen. Der Rumpfrücken hat ein größeres Volumen, wodurch sich das Fassungsvermögen der internen Treibstofftanks um 300 Liter erhöhte. Die Fenster der Cockpithaube für den Platz des Waffensystemoffiziers wurden verkleinert, um den Effekt einer verdunkelten Kabine zu erzeugen und das Arbeiten mit den Bildschirmen zu verbessern. Das Cockpit des Piloten bekam durch den Einbau einer einteiligen Cockpithaube eine größere verglaste Fläche. Das Radom wurde gegenüber der Längsachse des Flugzeuges um sieben Grad nach unten geneigt. Dadurch verbesserte sich der Blick aus der Pilotenkabine nach unten und nach vorn. Die Abdeckeinrichtung hat einen größeren Durchmesser und auf der unteren Rumpfoberfläche sind für die Unterbringung der Luft-Luft-Raketen nicht mehr vier, sondern sechs Aufhängungen vorhanden. Außerdem verfügt die MiG-31M über vier Unterflügelträger. Auf die Kanone wurde gänzlich verzichtet; der Betankungsstutzen wurde auf der rechten Seite angeordnet. Die Triebwerke wurden in möglichst großer Entfernung zur Längsachse des Flugzeuges angeordnet und die Fläche der Seitenruder vergrößert. Bei der siebenten Vorserienmaschine wurde an den Flügelenden ein zigarrenförmiger Behälter mit elektronischer Selbstschutzausrüstung angebracht, zur Erhöhung der Flugstabilität erhielt das Heckteil des Behälters vertikale dreieckige Leitwerke. Die MiG-31M hatte keine Doppelsteuerung.
Bei der MiG-31M wurde der verbesserter Radar- und Waffenleitkomplex Saslon-M (mit größerer Antenne) installiert, der andere Kampfflugzeuge bis in eine Entfernung von 360 km orten können soll. Zur Geräteausstattung der beiden Cockpits gehören multifunktionale Anzeigegeräte. In die Waffensteuerung wurde anstelle des einziehbaren Infrarotpeilgerätes ein visuelles Zielsystem und ein Laserentfernungsmesser eingebaut. Die Bewaffnung umfasst Langstrecken-Luft-Luft-Raketen R-33S und Luft-Luft-Raketen R-37 (300 km Reichweite). Als Mittelstreckenraketen werden R-77 genutzt und für die Nahbereichsverteidigung können R-73 mitgeführt werden. Die Erhöhung der Startmasse des Abfangjägers wurde zum Teil durch den Einbau leistungsfähigerer Triebwerke D-30F-6M (mit je 161,8 kN Schub) ausgeglichen.
Alle sieben MiG-31M wurden in der Sokol-Flugzeugfabrik in Nischni Nowgorod gebaut. Das erste Flugzeug war für statische Erprobungen vorgesehen. Die zweite Maschine 051 erhob sich am 21. Dezember 1985 zum ersten Mal in die Luft. Das Flugzeug 052 stürzte während der Erprobung ab. Die staatlichen Erprobungen der MiG-31M wurden im April 1994 mit der Vernichtung eines Übungsluftziels auf 300 Kilometer Distanz abgeschlossen. Der Premierenflug der MiG-31M erfolgte im März 1992 auf dem Flugplatz Matschulistsche unweit von Minsk vor den Regierungschefs der GUS-Staaten. Auch Journalisten wurden zur Demonstration zugelassen und die MiG-31M war nicht mehr geheim. Die Serienproduktion der MiG-31M wurde wegen Geldmangels nie aufgenommen.

### MiG-31E

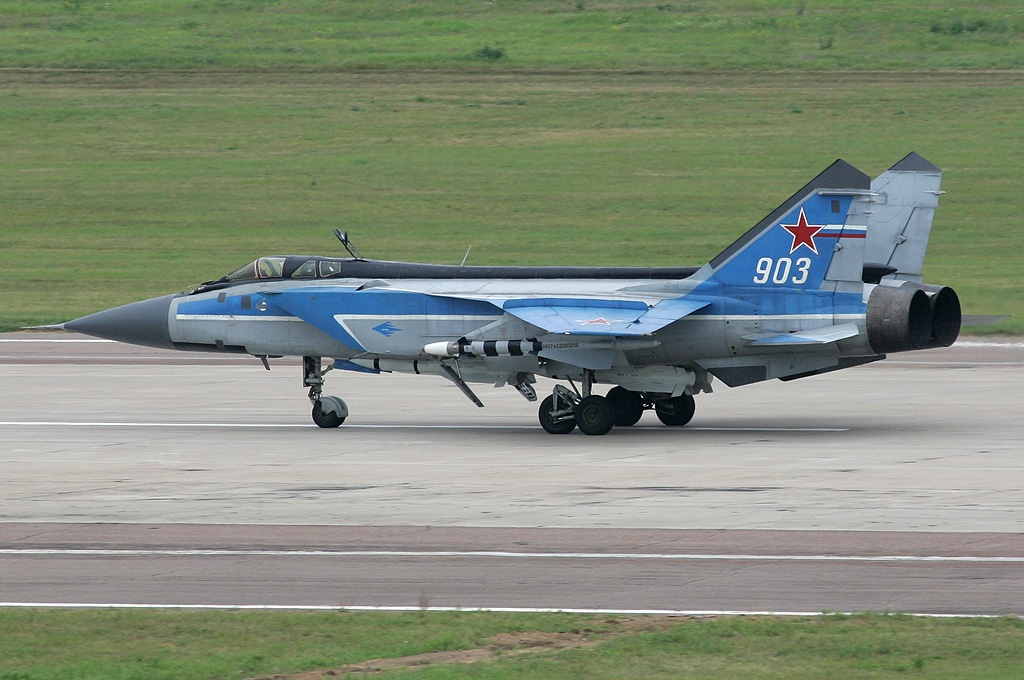
MiG-31E auf der MAKS 2005

Auf der Grundlage einer Serienmaschine MiG-31 wurde eine Demonstrationsvariante, die Exportmodifikation des Abfangjägers, gebaut. Das Flugzeug bekam eine vereinfachte Elektronikausrüstung, wurde dadurch weniger wartungsintensiv und konnte mit Raketen R-33E bewaffnet werden. Die Leistungsfähigkeit wurde dadurch absichtlich vermindert, auch um den Preis zu verringern. Die MiG-31E wurde erstmals auf der ILA 1992 in Berlin vorgestellt. Mitte der 1990er Jahre hat die Russische Föderation das Flugzeug u. a. als eine Exportmöglichkeit für Algerien, Irak und Libyen betrachtet. Einige Nutzerstaaten der MiG-25 hätte somit die Möglichkeit, das alte gegen das neue Modell zu ersetzen. Jedoch ist die MiG-31 trotzdem allgemein sowohl in der Anschaffung als auch im Unterhalt im Vergleich zur MiG-25 teurer. Die MiG-31E wurde schließlich nicht exportiert.

### MiG-31F
Auf dem Pariser Luftfahrtsalon 1995 wurde das Mehrzweckkampfflugzeug MiG-31F vorgestellt. Es soll in der Lage sein, Bodenziele mit Präzisionswaffen, die funk- oder radargesteuert und mit Laser- oder TV-Lenkung arbeiten, zu bekämpfen. Es können Luft-Luft-Raketen R-37M und R-33S, Luft-Luft-Raketen R-77 und R-40TD sowie R-73M2 mitgeführt werden. Für Angriffe auf Bodenziele stehen Luft-Boden-Raketen Ch-59M, Ch-38, Ch-29T, Anti-Radar-Raketen Ch-58USchKB, Ch-31P, Ch-25M und Ch-25MPU sowie Anti-Schiff-Raketen Ch-31AD zur Verfügung. Ebenfalls können steuerbare Bomben KAB-1500 und KAB-500 eingesetzt werden. Es war vorgesehen, das Flugzeug mit westlicher Avionik auszurüsten. Bis heute wurde keine der für den Export vorgesehenen Maschinen gebaut.

### MiG-31FE
Die Variante MiG-31FE ist für den Export vorgesehen. Die Maschine wurde 1999 in Paris gezeigt. Von der MiG-31F unterscheidet sich die MiG-31FE dadurch, dass nicht die MiG-31 die Basis für die Modernisierung ist, sondern die MiG-31M. Die Maschine kann in den gleichen Bewaffnungsoptionen wie die MiG-31BM eingesetzt werden, es können aber auch westliche Avionik und Waffen installiert werden. Als mögliche Kunden wurden Algerien, Libyen, Indien und China angesehen.

### MiG-31BM

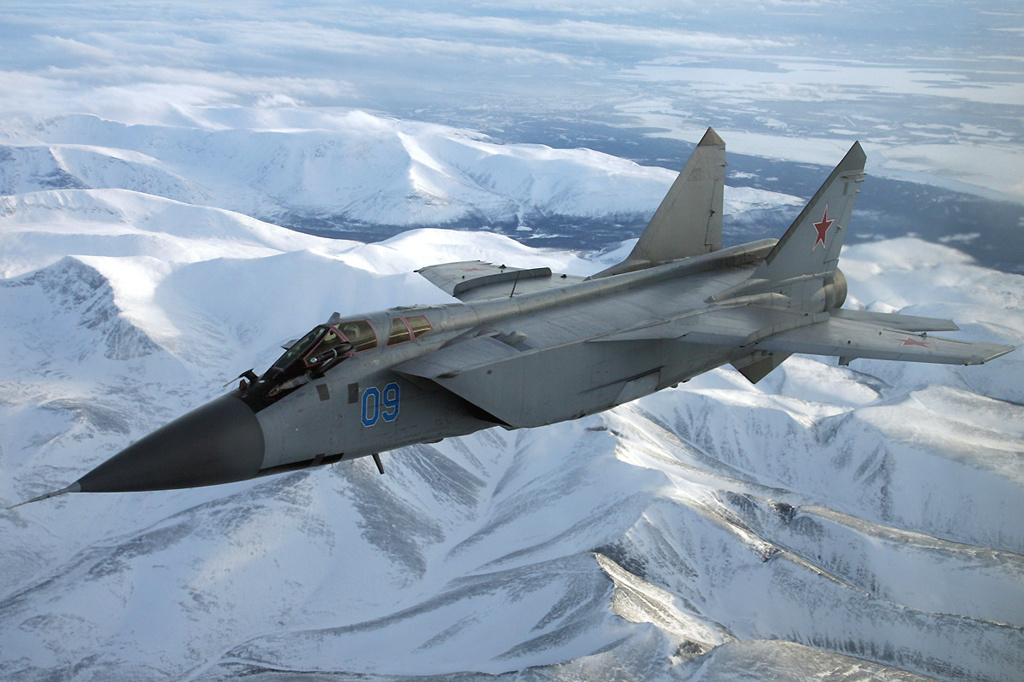
MiG-31BM der russischen Luftstreitkräfte

Die Arbeiten an der MiG-31BM begannen 1997 und die erste Maschine wurde am 11. Januar 1999 vorgestellt. Der Erstflug erfolgte im September 2005 in Nischni Nowgorod. Seit 2007 wurden im Dienst stehende MiG-31B schrittweise zur MiG-31BM umgerüstet. Das Saslon-A-Bordradar erhielt einen neuen Computerkomplex, genannt Baget, wobei die gesamte Antennenanlage unverändert blieb. Das Radar wurde nun als Saslon-AM bezeichnet. Weitere Modifikationen waren LCD-MFDs in beiden Cockpits sowie die Luft-Luft-Rakete R-37M mit einer Reichweite von 150 bis 300 km. Statt vier waren nun sechs Unterrumpfstationen für Waffen vorhanden, die durch vier Flügelstationen ergänzt wurden. Gleichzeitig sollte die Lebensdauer der Zelle auf 3500 Flugstunden erhöht werden.
Es konnten Luft-Luft-Raketen R-37M und R-33S, Mittelstrecken-Luft-Luft-Raketen R-77 und R-40TD sowie R-73M2 mitgeführt werden. Für Angriffe auf Bodenziele standen Luft-Boden-Raketen Ch-59M, Ch-38, Ch-29T, Anti-Radar-Raketen Ch-58USchKB, Ch-31P, Ch-25M und Ch-25MPU sowie Anti-Schiff-Raketen Ch-31AD zur Verfügung. Ebenfalls konnten steuerbare Bomben KAB-1500 und KAB-500 eingesetzt werden. Nach Tests mit zwei Flugzeugen wurde 2007 eine dritte MiG-31 umgerüstet, welche die Erfahrung der Tests berücksichtigen sollte.
Im Sommer 2023 wurde bekannt, dass mindestens 114 Mig-31 auf diesen Stand gebracht werden sollen. Dabei soll bis zu 99,9 Prozent der verbauten Komponenten aus Russland kommen, während zu Zeiten der Sowjetunion aus Republiken Teile gekommen sind, die sich heute nicht mehr in der russischen Föderation befinden. Die für das Upgrade benötigte Zeit pro Flugzeug soll etwa ein Jahr sein.

### MiG-31K

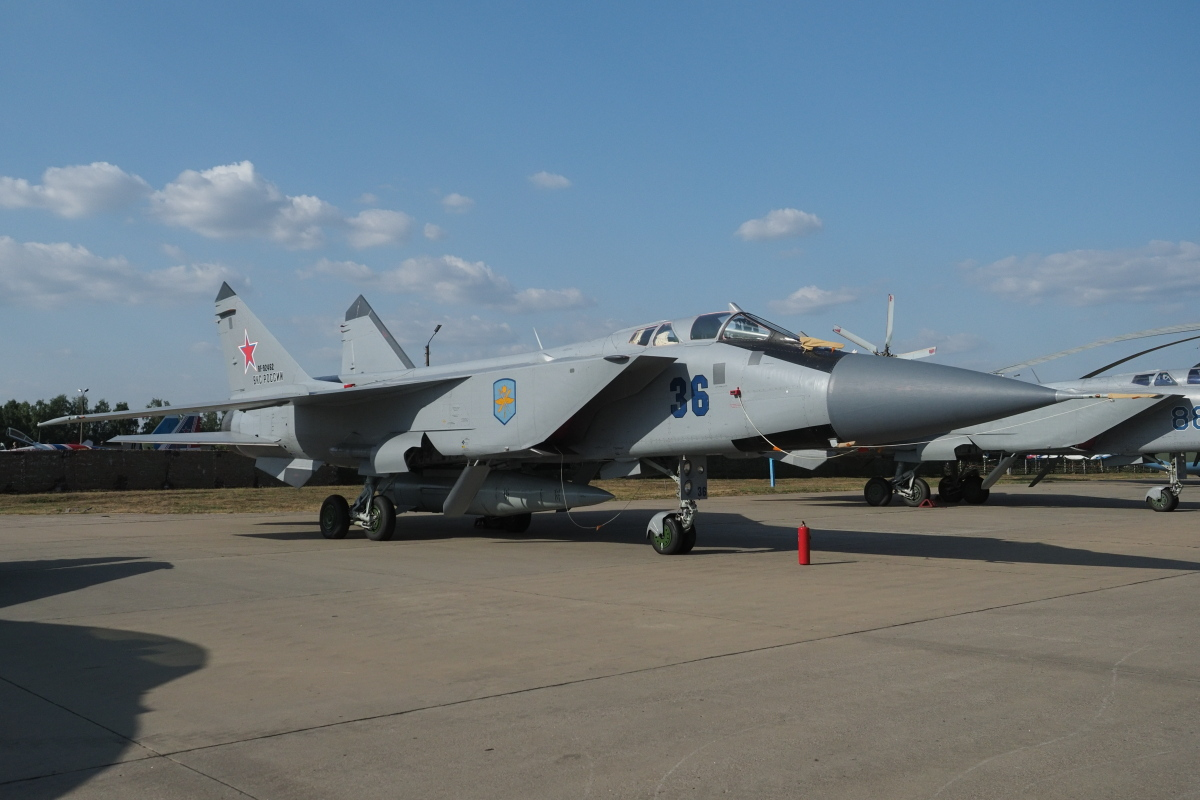
MiG-31K auf der Army-2022 Ausstellung, bewaffnet mit einem Trainingsmodell einer Ch-47M2 Kinschal

Die MiG-31K sind für den Hyperschall-Lenkflugkörper Ch-47M2 Kinschal ausgestattet. Anfang Mai 2018 befanden sich 10 dieser Abfangjäger im Dienst oder in der Erprobung. Das Flugzeugmodell wurde als Waffenträger gewählt, weil es die nötige Geschwindigkeit und Höhe erreicht, die für die Beschleunigung des Hyperschall-Lenkflugkörpers nötig ist.

### MiG-31D
1987 wurden zwei MiG-31 als Träger für die 79M6 Kontakt und später für die 95M6 Antisatellitenraketen gebaut. Die Flugzeuge wurden auf Grundlage der MiG-31M gebaut, der Radarkomplex wurde jedoch ohne Neigung eingebaut und der Tunnel kleiner dimensioniert. Die Flugzeuge wurden für den Start einer einzigen Rakete gebaut, weshalb keine Aufhängungen für Luft-Luft-Raketen und kein Waffenleitsystem für diese vorhanden waren.
Die Flugbahn zum Start einer Antisatellitenwaffe ist ähnlich der Flugbahn, die zum Erreichen von Rekordhöhen geflogen wird. Das Prinzip besteht darin, eine Rakete aus der dynamischen Dienstgipfelhöhe in die Erdumlaufbahn zu starten. Auf dem Gipfelpunkt der Flugbahn hat der Abfangjäger eine sehr geringe Beschleunigung und eine minimale Flugstabilität. Mit dem Ziel, die Kursstabilität zu verbessern, wurden an den Tragflächenenden der MiG-31D vertikale dreieckige Flächen, auch Schwimmflossen genannt, angebracht. Das Projekt wurde wegen Geldmangels und Ungewissheit der Einführung der passenden Raketen eingestellt. Die beiden Maschinen stehen heute eingemottet in Kasachstan und sollen eventuell reaktiviert und für Satellitenstarts eingesetzt werden.

### MiG-31I/MiG-31S
Die MiG-31I (Ischim) ist ein Projekt für ein luftgestütztes Satelliten-Trägersystem auf der Basis der MiG-31D zum Start der Feststoffrakete Ischim; beteiligt sind neben Russland auch Kasachstan und die deutsche Firma EADS; der erste Einsatz war ab 2008 geplant. Die MiG-31S war ein Projekt zum Start von Kleinsatelliten mit der Micron-Rakete von Fakel.

### MiG-31LL
Die MiG-31LL wird vom Luftfahrtforschungsinstitut zur Erprobung neuer Schleudersitze verwendet. Auf der Stirnseite der Tragflächen des Flugzeugs sind zigarettenförmige Container mit registrierenden Foto- und Videokameras aufgebaut und die Verglasung zwischen den beweglichen Segmenten der Haubenabdeckung des vorderen und hinteren Cockpits fehlt. Das Katapultieren erfolgt aus dem hinteren Cockpit. Die Abkürzung steht daher für Letajuschtschaja Laboratorija (Fliegendes Labor). Die MiG-31LL wurde auf der Moskauer Airshow 1992 gezeigt.

## Einsatz
Die Jagdfliegerregimenter der Luftverteidigungskräfte erhielten 1980 die ersten MiG-31 für Ausbildung und Truppenerprobungen. Das 786. IAP in Prawdinsk und das 148. GLITs auf dem Militärflugplatz Sawasleika bei Murom waren die ersten Einheiten, welche mit der MiG-31 ausgerüstet wurden.
Der zweite Kampfverband mit MiG-31 wurde das 174. Garde-IAP Boris Safonow in Montschegorsk. Ab September 1983 wurde ein Regiment MiG-31 auf Sachalin stationiert. Schließlich wurde auf den Kurilen ein Regiment MiG-31 stationiert und ab Frühjahr 1984 trafen Flugzeuge der JSDF und der US Air Force regelmäßig auf MiG-31.
1987 begleiteten MiG-31 des 174. IAP 203-mal ausländische Flugzeuge, die entlang der Grenze der UdSSR flogen, darunter 69-mal SR-71-Aufklärer. 1988 gab es 825 Flüge gegen SR-71, P-3 und RC-135.
Nach dem Zerfall der Sowjetunion wurde der Bestand der Flugzeuge gesenkt und die Flugstundenzahl der Piloten nahm rapide ab, so dass es zu Unfällen kam. Allein im Jahre 2000 ereigneten sich 35 Unfälle mit zwölf Totalverlusten und zehn Toten. In 19 Fällen war die Ursache auf Pilotenfehler, bedingt durch mangelhafte Ausbildung, zurückzuführen. Inzwischen fliegen Abfangjägerpiloten wieder 80 bis 120 Stunden pro Jahr und die Zahl der Unfälle mit Totalverlusten ging auf einen Unfall 2004 zurück, bei dem es keine Toten gab.
Der Chefkonstrukteur des Flugzeugherstellers MiG erklärte, dass der Abfangjäger MiG-31, einschließlich der BM/BSM-Varianten, bis zum Jahr 2028 im Einsatz der Luftstreitkräfte sein werde. Ein Nachfolger soll bis zum Jahr 2020 vom Hersteller MiG entwickelt werden.

### Angriffskrieg gegen die Ukraine
Seit dem Beginn des  russischen Angriffskrieges gegen die Ukraine schossen russische MiG-31 mehrere ukrainische Kampfflugzeuge auf große Distanz ab oder veranlassten sie, ihre Mission abzubrechen. Zudem feuerten sie Kinschal-Raketen auf Ziele in der Ukraine ab. Im Gegenzug gelange es der Ukraine im Mai 2024 erstmals, zwei zu diesem Zeitpunkt auf der Krim stationierte MiG-31 am Boden zu zerstören.
In der Nacht zum 14. August 2024 griff die Ukraine mehrere Militärflugplätze in Russland mit Drohnen an, darunter den rund 350 Kilometer östlich von Moskau gelegenen Flugplatz Sawasleika in der Oblast Nischni Nowgorod. Laut unbestätigten Meldungen soll es ihnen gelungen sein, zwei MiG-31K zu zerstören.
Am 13. Dezember 2024 feuerten russische MiG-31-Kampfflugzeuge Kinschal-Hyperschallraketen auf Anlagen zur Energieversorgung der Ukraine, zum Beispiel auf das Kraftwerk Burschtyn.

## Nutzerstaaten

### Aktuelle Nutzer

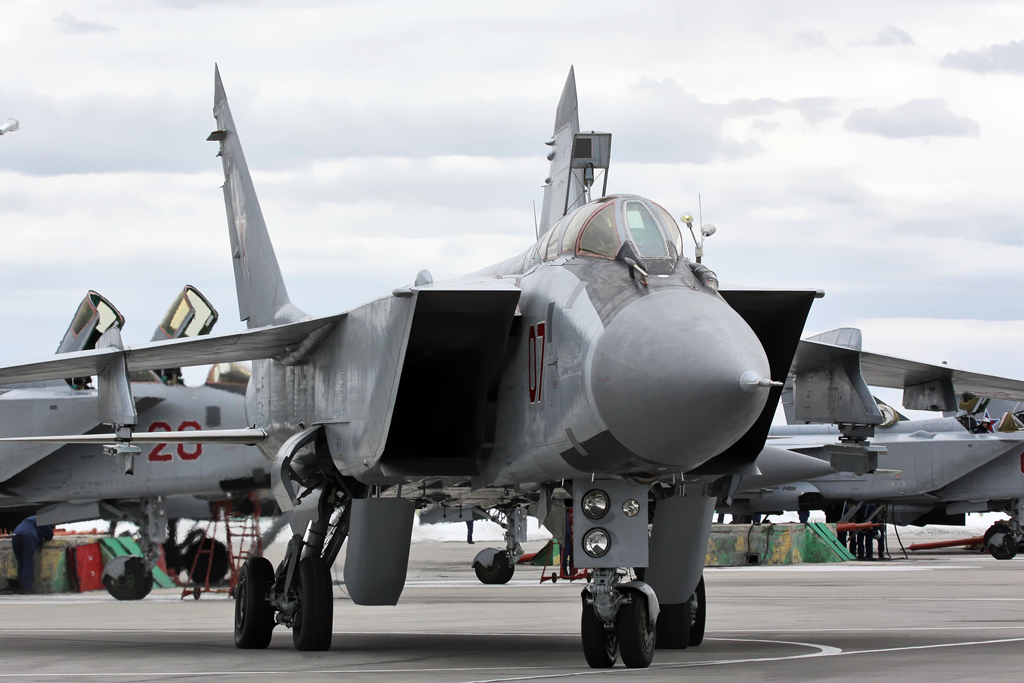
MiG-31, 790. IAP, Chotilowo

- Kasachstan – Ab dem Januar 2018 befinden sich 32 MiG-31/BM im Dienst der kasachischen Luftstreitkräfte.[19]:189
- Russland – Ab dem 22. Februar 2019 befinden sich 116 modernisierte MiG-31BM/BSM[20][21][22][23] und 5 MiG-31B/S im Dienst.[24][25][26][27][28][29][30][31][32] (10 MiG-31B/S oder MiG-31BM/BSM wurden in die MiG-31K Version modernisiert).[33][34]

Einige Flugverbände sind u. a. wie folgt disloziert;
- Militärbezirk Sankt Petersburg: (458. IAP in Sawwatija bei Kotlas mit MiG-31B/M und 174. OIAP in Montschegorsk mit MiG-31BS)
- Militärbezirk Moskau: (790. Garde-IAP in Chotilowo bei Bologoje mit MiG-31B/M)
- Militärbezirk Wolga-Ural-Sibirien: (764. IAP in Bolschoje Sawino mit MiG-31B/M und 712. IAP in Kansk mit MiG-31B/M)
- Militärbezirk Fernost: (530. IAP in Tschugujewka mit MiG-31B/M und 865. OIAP mit MiG-31B/M)

### Ehemalige Interessenten
- Volksrepublik China – 1995 wurde seitens der chinesischen Regierung ein Kaufangebot von 24 MiG-31 unterbreitet, die in Lizenz nachgefertigt werden sollten.[35] Eine Lizenzfertigung ist allerdings in der Zwischenzeit nicht erfolgt.[36] Neuere Angaben bestätigen des Weiteren, dass China sonst auch keine MiG-31 aus der Russischen Föderation bezogen hat.[19]:254–256

- Iran – Bereits 1992 soll der Iran von Russland u. a. 24 MiG-31S bestellt haben. Interventionen der Vereinigten Staaten führte zum Ende der Verkaufsverhandlungen durch Russland. Auch ein zweiter Verkaufsversuch im Jahr 2001 kam auf Einwirken der USA nicht zustande.[37]

- Syrien – Spätestens seit dem Jahr 2007 begannen Gespräche zwischen Rosoboronexport mit der syrischen Regierung über die Lieferung von 8 MiG-31-Flugzeugen. Die Gespräche sollten u. a. laut russischen Medieninformationen im Jahr 2009 weiter gelaufen sein, die die syrischen Behörden bestätigten und den Gesamtkaufpreis um 400 bis 500 Mio. US-$ bezifferten. Im Oktober 2010 wurden diese Meldungen jedoch vom damaligen Geschäftsführer von Rosoboronexport dementiert.[38] Nach türkischen Berichten wären 6 Flugzeuge im August 2015 in Damaskus gelandet,[39] jedoch befindet sich nach Angaben von Januar 2018 keine MiG-31 im Dienst der syrischen Luftstreitkräfte.[19]:363

## Zwischenfälle
- Am 4. April 1984 stürzte eine MiG-31 während eines Testflugs ab. Dabei starben Mikojan-Chef-Testpilot und Held der Sowjetunion, Alexander Fedotow, und dessen Navigator Waleri S. Saizew.
- Ein nicht tödlicher Unfall ereignete sich am 19. November 2010. Die gesamte Flotte wurde bis zu einer Untersuchung mit Flugverbot belegt.[40]
- Am 6. September 2011 verunglückte eine MiG-31 in der Nähe von Bolgary bei Perm. Das Flugzeug stürzte kurz nach dem Start ab, beide Piloten starben.[41][42]
- In der Nacht vom 23. April 2013 stürzte eine MiG-31 der kasachischen Luftwaffe wegen technischen Versagens während eines Übungsfluges in der Nähe des Dorfes Prostornoje in der Region Karaganda in Kasachstan ab, der Pilot kam um und der Navigator wurde verletzt. Das Flugzeug war im Dezember 2012 in einem Werk in Rschew im Nordwesten Russlands generalüberholt worden.[43]
- Am 4. September 2014 stürzte eine MiG-31 25 Kilometer entfernt von Armawir beim Landeanflug ab. Beide Piloten überlebten, es wurde von Problemen beim Ausfahren des rechten Hauptfahrwerks berichtet.[44]
- Am 25. Januar 2016 stürzte eine MiG-31 in der Region Krasnojarsk in Russland ab. Die Piloten retteten sich mit dem Schleudersitz und blieben unverletzt.
- Am 26. April 2017 stürzte eine MiG-31 in Burjatien ab. Beide Piloten retteten sich mit dem Schleudersitz.
- Am 19. September 2018 stürzte eine MiG-31K[45] kurz nach dem Start zu einem Trainingsflug vom Militärflugplatz Sawasleika in der Oblast Nischni Nowgorod ab. Die Ursache des Absturzes soll ein mechanischer Fehler sein. Beide Piloten retteten sich mit dem Schleudersitz.[46]
- Am 29. Januar 2022 verunfallte eine MiG-31K auf dem Militärflugplatz Solzy in der Region Nowgorod. Die Ursache soll ein technischer Fehler gewesen sein. Beide Piloten blieben unverletzt.[47]
- Am 1. Oktober 2022 kam eine MiG-31BM beim Start von der russischen Luftwaffenbasis Belbek von der Startbahn ab, stürzte ab und brannte vollständig aus.[48]
- Am 2. Dezember 2022 stürzte eine MiG-31 in der Region Primorje ab, 40 Kilometer von Wladiwostok entfernt.[49]

- Am 26. April 2023 stürzte eine MiG-31 durch einen Triebwerksbrand im Oblast Murmansk auf einen gefrorenen See nahe der Stadt Montschegorsk ab.[50][51] Die Besatzung konnte sich offenbar mit den Schleudersitzen retten und blieb unverletzt.

## Technische Daten
| Kenngröße                | Daten                                                                   |
| ------------------------ | ----------------------------------------------------------------------- |
| Besatzung                | 2                                                                       |
| Länge                    | 22,69 m                                                                 |
| Spannweite               | 13,46 m                                                                 |
| Höhe                     | 6,15 m                                                                  |
| Flügelfläche             | 61,60 m²                                                                |
| Flügelstreckung          | 2,94                                                                    |

Dreiseitenansicht MiG-31

| Tragflächenbelastung     | - minimal (Leermasse): 354 kg/m² - maximal (max. Startmasse): 750 kg/m² |
| Leermasse                | 21.825 kg                                                               |
| max. Startmasse          | 46.200 kg                                                               |
| Treibstoffkapazität      | - intern: 20.250 l - extern: 2 × 2.500 l                                |
| g-Limits:                | + 5g                                                                    |
| Startrollstrecke         | 1200 m                                                                  |
| Landerollstrecke         | 800 m                                                                   |
| Höchstgeschwindigkeit    | - Mach 2,83 (in großen Höhen) - Mach 1,2 (auf Meereshöhe)               |
| Marschgeschwindigkeit    | - Mach 2,35 (in großen Höhen) - Mach 0,85 (auf Meereshöhe)              |
| Landegeschwindigkeit     | 280 km/h                                                                |
| Steiggeschwindigkeit     | 208 m/s                                                                 |
| Dienstgipfelhöhe         | 20.600 m                                                                |
| max. Flughöhe            | 24.400 m                                                                |
| Einsatzradius            | - bei Mach 2,35: 720 km - bei Mach 0,85: ca. 1400 km                    |
| Überführungsreichweite   | bis zu 3300 km                                                          |
| Triebwerke               | zwei Mantelstromtriebwerke Solowjow D-30-F6                             |
| Schubkraft               | - mit Nachbrenner: 2 × 152,06 kN - ohne Nachbrenner: 2 × 93,19 kN       |
| Schub-Gewicht-Verhältnis | - maximal (Leermasse): 1,4 - minimal (max. Startmasse): 0,72            |

## Bewaffnung

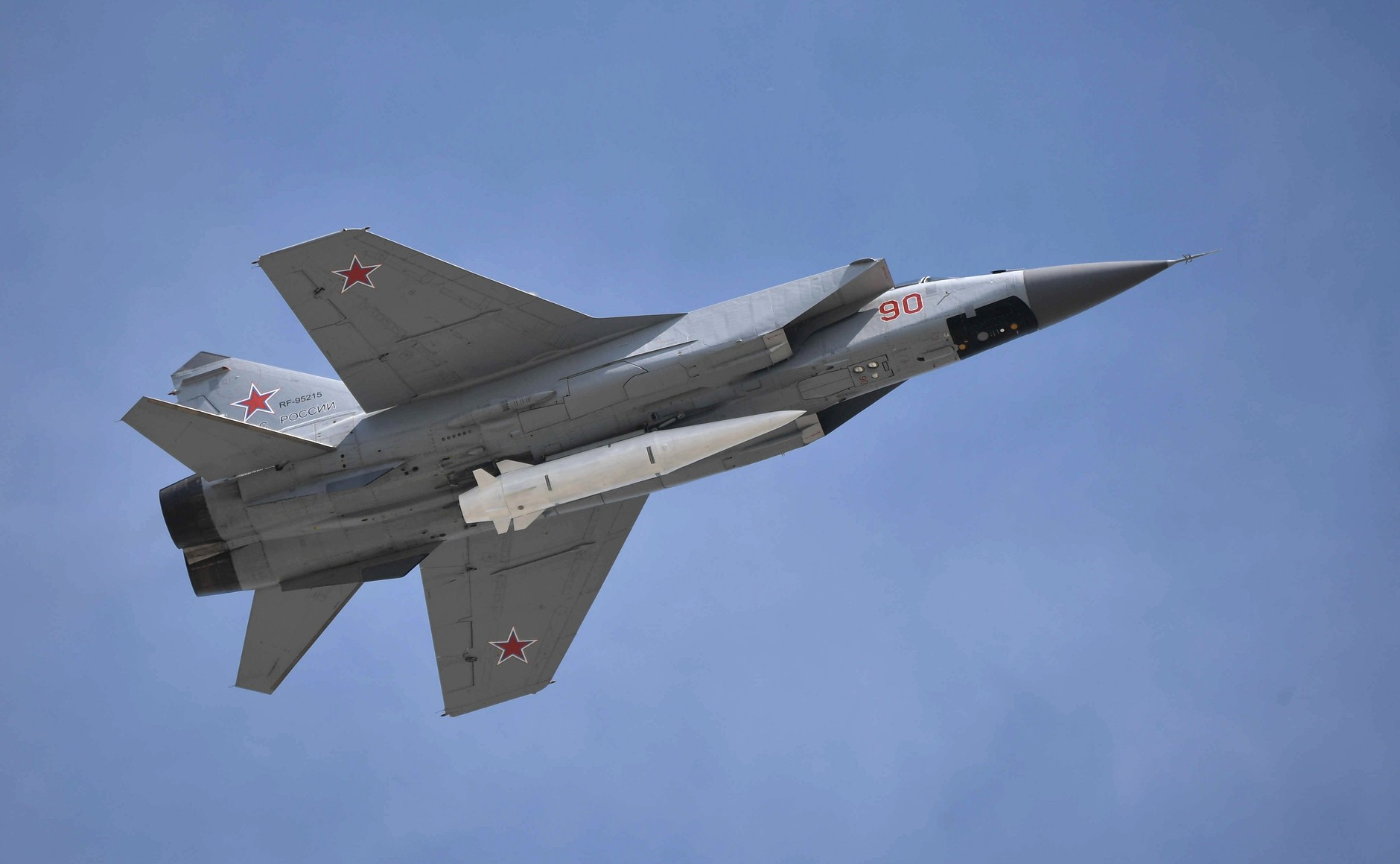
MiG-31BM mit einer Kinschal

Die MiG-31 sollte Ziele auf große Distanz bekämpfen. Mit der Entwicklung einer weitreichenden Rakete wurde das Konstruktionsbüro Wympel beauftragt. Daraus entwickelte sich als Hauptbewaffnung die Luft-Luft-Rakete R-33. Vier dieser Raketen werden halb eingezogen unter dem Rumpf an den Pylonen befestigt, die zum Abfeuern mittels hydraulischer Trapeze abgesenkt werden. Die Rakete hat eine Reichweite von 120 Kilometern und besitzt einen halbaktiven Radarsuchkopf. Nach dem Start wird die Rakete erst durch das Waffenleitsystem der MiG-31 geführt und schaltet für die endgültige Zielerfassung auf das semi-aktive Radar um, das weiterhin auf eine Zielbeleuchtung durch das Saslon-Radar angewiesen ist. Auch besaß sie als erste sowjetische Luft-Luft-Rakete die Fähigkeit, tieffliegende Ziele wie Marschflugkörper, Drohnen oder Bomber F-111 oder B-1B zu bekämpfen. Allerdings kann die Rakete nur gegen langsam manövrierende Ziele eingesetzt werden, da sie aufgrund ihrer Größe träge manövriert. Die Geschwindigkeit bei der Zielerfassung liegt bei mehr als Mach 3,5.
Festinstallierte Bordkanone
- 1 × 23-mm-Maschinenkanone Grjasew-Schipunow GScha-6-23 mit bis zu 260 Schuss Munition. Die sechsläufige Bordkanone ist auf der rechten äußeren Seite des Lufteinlaufs hinter dem Hauptfahrwerk angebracht, wobei das Schießen durch eine spezielle Schießscharte in normaler Lage mit geschlossener Klappe ermöglicht wird.

Waffenzuladung von 4000 kg an sieben Außenlaststationen
Luft-Luft-Lenkflugkörper
- 4 × Wympel R-33 (AA-9 „Amos“) – radargelenkt für Langstrecken
- 4 × Wympel R-37 (AA-13 „Axehead“) – radargelenkt für Langstrecken
- 2 × APU-84-46-Aufhängepunkte für je 1 × Wympel R-40 (AA-6 „Acrid“) – radar oder infrarotgelenkt für Mittelstrecken
- 4 × AKU-170-Startschiene für je 1 × Wympel R-77 (AA-12 „Adder“) – radargelenkt für Mittelstrecken
- 4 × P-12-1-D-Startschiene für je 1 × GosMKB Wympel R-73 (AA-11 „Archer“) – infrarotgelenkt für Kurzstrecken
- 2 × APU-60-2-Doppelstartschienen für je 2 × Wympel R-60 (AA-8 „Aphid“) – infrarotgelenkt, für Kurzstrecken

Luft-Boden-Lenkflugkörper
- 4 × AKU-58-Startschiene für je 1 × Raduga Ch-58 (AS-11 „Kilter“) – Radarbekämpfungs-Lenkflugkörper
- 4 × AKU-58M-Startschiene für je 1 × Swesda Ch-31 (AS-17 „Krypton“) – Radarbekämpfungs-Lenkflugkörper
- 1 × Ch-47M2 Kinschal (AS-24 „Killjoy“) – Hyperschall-Lenkflugkörper

Externe Behälter
- 2 × abwerfbarer Zusatztank PTB-5000 für 5000 Liter Kerosin

## Sonstiges
Der Name „MiG 31“ für ein neues sowjetisches Flugzeug mit fiktivem NATO-Codenamen „Firefox“ taucht, genau zum Zeitpunkt der Truppenerprobungen der realen MiG-31, in dem Film Firefox mit Clint Eastwood auf. Hier jedoch ist das Flugzeug bzw. die benutzte Attrappe eine stark verfremdete Mischung aus SR-71 und F-117.